# José Miracca
José León Miracca (23 września 1903 – ?) – piłkarz paragwajski, obrońca.
Był członkiem klubu Club Nacional, który dwukrotnie – w 1924 i 1926 – zdobył mistrzostwo Paragwaju.
Jako piłkarz Nacionalu był w kadrze narodowej na pierwsze mistrzostwa świata w 1930 roku, gdzie Paragwaj odpadł w fazie grupowej. Miracca zagrał tylko w jednym meczu ze Stanami Zjednoczonymi.
Nigdy nie wziął udziału w turnieju Copa América.